# Ngamé
Ngamé est un canton du Cameroun situé dans le département du Logone-et-Chari et la Région de l'Extrême-Nord, à la frontière avec le Nigeria. Il fait partie de la commune de Waza. Ngamé désigne aussi deux des villages de ce canton, Ngamé I et Ngamé II.

## Population
Lors du recensement de 2005, on a dénombré 3 657 personnes dans le canton dont 222 pour Ngamé I et 146 pour Ngamé II.